# جوزيف أكاسامبا
جوزيف أكاسامبا (بالإنجليزية: Joseph Akhasamba) (مواليد 20 يونيو 1963) هو ملاكم كيني، مثّل بلاده في الألعاب الأولمبية الصيفية في دورتي 1988 و1992.

## روابط خارجية
جوزيف أكاسامبا على موقع بوكس ريك (الإنجليزية) (registration required)
- جوزيف أكاسامبا على موقع اللجنة الأولمبية الدولية (الإنجليزية)
- جوزيف أكاسامبا على موقع اللجنة الأولمبية الدولية (الإنجليزية)
- جوزيف أكاسامبا على موقع أوليمبيديا (الإنجليزية)
- جوزيف أكاسامبا على موقع اتحاد ألعاب الكومنولث (مؤرشف) (الإنجليزية)